# United (canción de Robbie Williams)
"United" es una canción del cantante Robbie Williams que originalmente fue lanzada como un sencillo promocional en el 2000, promocionando Pepsi en el verano del 2000.
La propaganda habla sobre "Ask for more music"(solicitar más música) y se lo ve a Williams tomando una Pepsi después de su recital. 
También fue lanzado como lado B del sencillo Supreme (realizado el 11 de diciembre del mismo año) en la edición limitada.

## Lista de canciones
CD-Maxi
1. "United"-5:56
2. "United (Apollo Four Forty Remix)"
3. "Extras": Entrevista del CD